# Kanton Abbeville-Nord
Kanton Abbeville-Nord (Nederlands: Abbekerke-Noord) is een voormalig kanton van het Franse departement Somme. Het kanton maakte tot het begin 2015 werd opgenomen deel uit van het arrondissement Abbeville. Na de opheffing werden alle gemeenten opgenomen in het nieuwe kanton Abbeville-1.

## Gemeenten
Het kanton Abbeville-Nord omvatte de volgende gemeenten:
- Abbeville (Abbekerke) (deels, hoofdplaats)
- Bellancourt
- Caours
- Drucat
- Grand-Laviers
- Neufmoulin
- Vauchelles-les-Quesnoy